# Franz Xaver von Wegele
Franz Xaver Wegele, dal 1881 von Wegele, (Landsberg am Lech, 29 ottobre 1823 – Würzburg, 17 ottobre 1897) fu uno storico tedesco e co-editore dell'Allgemeine Deutsche Biographie (ADB).

## Biografia
Wegele studiò alle università di Monaco e Heidelberg. In tempi politicamente difficili fu in grado di completare la sua abilitazione nel 1849 e poi ottenne una cattedra di storia presso l'Università di Jena.
Due anni dopo, Wegele fu nominato presso tale università professore di Storia. Nel 1857 accettò un posto presso l'Università di Würzburg. L'anno successivo fu accettato come membro della Historischen Kommission a Monaco di Baviera. Lì svolse un ruolo chiave nella pubblicazione dell'ADB per molti anni. Dal 1860 fu membro straniero dell'Accademia delle scienze bavarese.

## Scritti (selezione)
come autore
- Karl August von Weimar. Weimar 1850.
- Dante Alighieris Leben und Werke. 3. Auflage. Jena 1879.
- Monumenta Eheracensia. Nördlingen 1863.
- Die Reformation der Universität Würzburg. Festrede zur Jahresfeier der Stiftung der Julius-Maximilians-Universität am 2. Januar 1863. Thein, Würzburg 1863.
- Zur Literatur und Kritik der fränkischen Nekrologien. Nördlingen 1864.
- Friedrich der Freidige, Markgraf von Meißen. Nördlingen 1870.
- Goethe als Historiker. Würzburg 1876.
- Graf Otto von Henneberg. Würzburg 1875.
- Geschichte der Universität Würzburg. Stahel, Würzburg 1882 (2 Bde.)
- Geschichte der deutschen Historiographie seit dem Auftreten des Humanismus. München 1885.

come editore
- Reinhardsbrunner Annalen (Thüringische Geschichtsquellen)
- Nicolaus de Siegen: Chronicon ecclesiasticum Nicolai de Siegen O.S.B. Jena 1854–1855 (2 Bde.).